# Лейтенант Зацарённый (эсминец)
«Лейтена́нт Зацарённый» — эскадренный миноносец типа «Лейтенант Шестаков» Российского императорского флота. Назван в честь Измаила Максимовича Зацарённого. До 10 октября 1907 года эскадренные миноносцы первых серий (водоизмещением более 600 тонн) классифицировались как минные крейсеры. Входил в состав 2-го дивизиона Минной бригады Черноморского флота.

## Служба
Миноносец «Лейтенант Зацаренный» был принят в строй в октябре 1909 года.
За годы Первой мировой войны эсминец принимал участие в операциях на Чёрном море против турецких кораблей, находился на блокадной службе, участвовал в обстрелах укреплений и портовых сооружений Турции. Также осуществлял прикрытие действий других сил русского флота, проводил высадки диверсионных групп и принимал участие в конвоировании транспорта. 
17 (30) июня 1917 года, выйдя из Одессы с заданием доставить на остров Фидониси (современное название — Змеиный) команду и средства для восстановления поста и радиостанции, незадолго до того уничтоженных крейсером «Бреслау», подорвался на германской мине заграждения близ острова Фидониси. Корабль переломился пополам, его носовая часть (до носовой кочегарки) мгновенно затонула. Кормовая часть осталась на плаву и была отбуксирована к острову Фидониси, после чего затонула в 2,5 кабельтовых от берега. Из команды погибло 44 человека (среди них трое офицеров, в том числе командир корабля Павел Штильберг).
В 1988 году на Змеином острове установлены мемориальные доски с именами погибших.
Носовая оконечность корабля была впервые найдена у Змеиного острова 10 июня 2007 года водолазами по результатам архивного поиска. В капитанской каюте водолазы обнаружили уникальный рукописный свод приказов 1916—1917 годов по Черноморскому военно-морскому флоту.

## Список погибших 17 июня 1917 года
Офицеры
1. Штильберг Павел Густавович, старший лейтенант, командир эсминца.
2. Бородихин Василий Иванович, лейтенант, старший офицер эсминца.
3. Гребовецкий, прапорщик, начальник гарнизона острова Фидониси.

Нижние чины
1. Арсентьев Степан Фёдорович, кочегар 1-й ст.
2. Бахтеев Антон Семёнович, рулевой
3. Белкин Михаил Семёнович, кочегар 1-й ст., запасной
4. Бовкун Иван Григорьевич, баталер 2-й ст.
5. Василенко Алексей Фёдорович, кочегар 2-й ст
6. Войтенко Андрей Дмитриевич, матрос 2-й ст.
7. Гаврилов-Адаскальция Владимир Иванович, кочегар 1-й ст.
8. Головашин Яков Иванович, электрик у.о. 2-й ст.
9. Дронюк Пётр Иванович, кочегар 2-й ст.
10. Зимогляд Логин Демьянович, машинист 1-й ст.
11. Зозуля Иван Павлович, тел. у.о. 1-й ст.
12. Иванов Александр Иванович, минно-артиллерийский содержатель 2-й ст.
13. Кацан Михаил Кузьмич, минер
14. Киреев Дмитрий Феёдорович, маляр
15. Киселёв Иван Яковлевич, рулевой, запасной
16. Королюк Пётр Михайлович, матрос 2-й ст.
17. Крушельницкий Василий Семёнович, кочегар у.о. 1-й ст.
18. Купченко Зиновий Лукьянович, электрик
19. Маринченко Тимофей Семёнович, минный машинист 1-й ст., запасной
20. Миллер Иоган-Карл Яковлевич, кочегар 2-й ст
21. Никитин Дмитрий Петрович, матрос 2-й ст.
22. Оноприенко Фёдор, матрос 2-й ст.
23. Панченко Григорий Владимирович, радиотелеграфист
24. Пряхин Иван Егорович, кочегар 2-й ст.
25. Пугач Иван Николаевич, комендор минного судна
26. Радченко-Гордобаль Гавриил Иванович, минный машинист 1-й ст.
27. Резанов Иван Иванович, комендор минного судна
28. Руссу Пантелеймон Афанасьевич, кочегар у.о. 2-й ст.
29. Саварин Мефодий Феодосьевич, комендор
30. Сеньков-Сеник Василий Ильич, радиотелеграфист
31. Свириденко Яков Касьянович, матрос 1-й ст.
32. Сендецкий Иван Павлович матрос 2-й ст.
33. Стешенко Артём Михайлович, кочегар у.о. 2-й ст.
34. Суручан Григорий Иосифович, матрос 2-й ст.
35. Суський Моисей Иванович, кочегар 1-й ст., запасной
36. Терский Фёдор Павлович, сигнальщик-дальномерщик
37. Титоренко Семён Прокофьевич, машинист 1-й ст., сверхсрочник
38. Хоменко Игнатий Потапович, сигнальщик-дальномерщик
39. Уваров Пётр Леонидович, кочегар 2-й ст.
40. Щудяк Сергей Александрович, машинист 1-й ст., запасной
41. Яманди Иван Васильевич, минёр

## Известные командиры
- 08.05.1906 — хх.хх.1908 — капитан 2-го ранга Денисов, Иван Семёнович
- 18.08.1908 — хх.хх.хххх — капитан 2-го ранга Веселовский, Владимир Васильевич
- хх.хх.1912 — хх.хх.1913 — капитан 2-го ранга Римский-Корсаков, Михаил Михайлович
- 22.04.1913 — хх.хх.1914 — капитан 2-го ранга Подъяпольский, Иван Иванович
- хх.10.1915 — хх.хх.хххх — капитан 2-го ранга Гезехус, Александр Петрович
- капитан 2-го ранга Фус, Георгий Викторович
- старший лейтенант Штильберг, Павел Густавович